# Arthur Ashkin

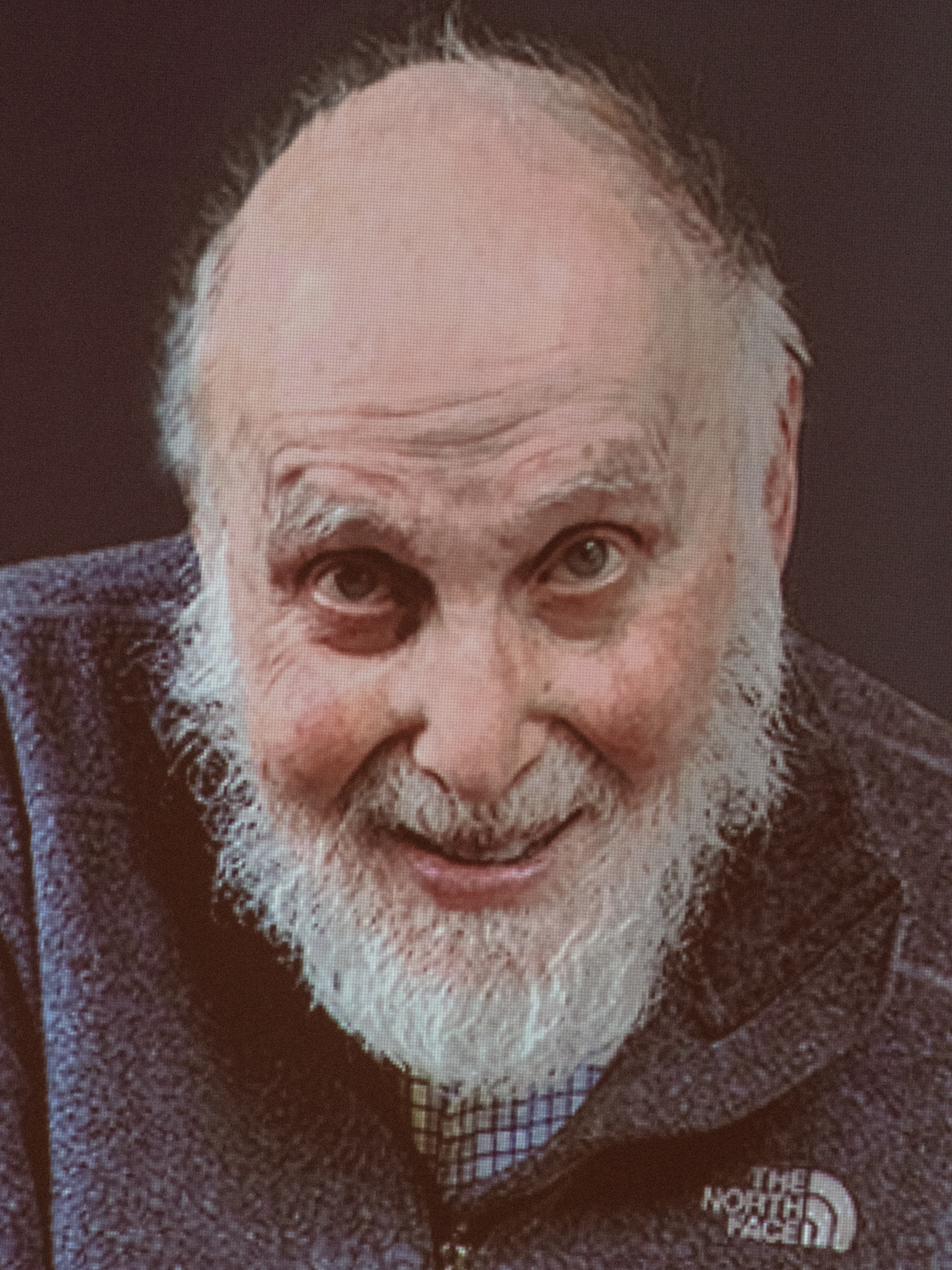
Arthur Ashkin (2018).

Arthur Ashkin (New York, 2 settembre 1922 – Rumson, 21 settembre 2020) è stato un fisico statunitense vincitore del Premio Nobel per la fisica del 2018, insieme a Donna Strickland e Gérard Mourou, per  le loro "invenzioni rivoluzionarie nel campo della fisica dei laser".